# Qualificazioni al campionato mondiale di calcio 2014 - CAF - Seconda fase, gruppo A

## Classifica
| Squadre            | P.ti | G | V | N | P | GF | GS | DR |
| ------------------ | ---- | - | - | - | - | -- | -- | -- |
| Etiopia            | 13   | 6 | 4 | 1 | 1 | 8  | 6  | +2 |
| Sudafrica          | 11   | 6 | 3 | 2 | 1 | 12 | 5  | +7 |
| Botswana           | 7    | 6 | 2 | 1 | 3 | 8  | 10 | -2 |
| Rep. Centrafricana | 3    | 6 | 1 | 0 | 5 | 5  | 12 | -7 |

## Risultati
| Arbitro: | Bernard Camille |

|                     |           |  |
| Kéthévoama 19’, 49’ | Marcatori |  |

| Arbitro: | Hamada Nampiandraza |

|            |           |          |
| Mphela 77’ | Marcatori | 28’ Said |

| Arbitro: | Mahamadou Keita |

|          |           |           |
| Nato 38’ | Marcatori | 14’ Gould |

| Arbitro: | Anthony Ramsy Raphael |

|               |           |  |
| Said 36’, 88’ | Marcatori |  |

| Arbitro: | Ali Kalyango |

|                        |           |  |
| Matlaba 33’ Parker 71’ | Marcatori |  |

| Arbitro: | Redouane Jiyed |

|            |           |  |
| Kebede 89’ | Marcatori |  |

| Arbitro: | Denis Batte |

|             |           |                     |
| Sembowa 76’ | Marcatori | 34’ Kebede 45’ Said |

| Arbitro: | William Selorm Agbovi |

|  |           |                                       |
|  | Marcatori | 26’ Parker 41’ Tshabalala 90’ Mashego |

| Arbitro: | Juste Ephrem Zio |

|                                             |           |                            |
| Ramatlhakwane 37’ (rig.) Ngele 74’ Nato 86’ | Marcatori | 29’, 50’ Zimbori-Auzingoni |

| Arbitro: | Mohamed Farouk |

|                              |           |            |
| Kebede 43’ Parker 70’ (aut.) | Marcatori | 34’ Parker |

| Arbitro: | Badara Diatta |

|                                                 |           |                   |
| Erasmus 28’ Furman 45+1’ Parker 84’, 89’ (rig.) | Marcatori | 73’ Ramatlhakwane |

| Arbitro: | Mohamed Benouza |

|           |           |                      |
| Keïta 23’ | Marcatori | 48’ Said 61’ Teshome |